# Afrânio Boppré
Afrânio Tadeu Boppré (Florianópolis, 30 de outubro de 1960) é um economista, professor e político brasileiro filiado ao Partido Socialismo e Liberdade (PSOL). Desde 2013, atua como vereador de Florianópolis, tendo sido reeleito em 2016, 2020 e 2024. Boppré também exerceu mandatos como vice-prefeito de Florianópolis (1993-1997) e deputado estadual de Santa Catarina (2003-2007).

## Educação e início na política
Afrânio Boppré formou-se em economia pela Universidade Federal de Santa Catarina (UFSC), onde iniciou sua militância no movimento estudantil. Foi presidente do Centro Acadêmico Livre de Economia da UFSC e participou da reconstrução da União Nacional dos Estudantes (UNE) durante o período de clandestinidade imposto pela ditadura militar. Nos anos 1980, esteve entre os fundadores do Partido dos Trabalhadores (PT) em Florianópolis.

## Carreira política

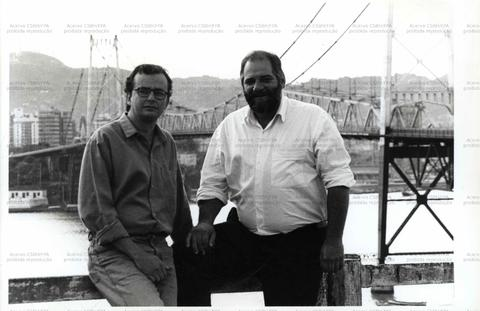
Afrânio ao lado de Sérgio Grando em 1992

Boppré foi eleito vice-prefeito de Florianópolis em 1992, na gestão de Sérgio Grando (1993-1997). Em 1996, candidatou-se à prefeitura da cidade, alcançando o segundo turno, mas foi derrotado por Ângela Amin, que obteve 53,84% dos votos.
Durante seu mandato como deputado estadual (2003-2007), presidiu comissões parlamentares nas áreas de Tributação e Finanças, Turismo e Meio Ambiente, além de Trabalho e Serviço Público. 
Em 2005, filiou-se ao Partido Socialismo e Liberdade (PSOL), do qual foi presidente nacional entre 2010 e 2011, após a renúncia de Heloísa Helena. Durante sua gestão, o partido propôs uma Ação Direta de Inconstitucionalidade (Adin) sobre regulamentação de artigos constitucionais relacionados à comunicação social, incluindo o direito de resposta.

## Disputas eleitorais
Boppré disputou cargos do Poder Executivo em diversas ocasiões. Foi candidato à prefeitura de Florianópolis em 2008, recebendo 2% dos votos. Em 2014, concorreu ao governo de Santa Catarina, obtendo 1,80% dos votos no estado e 11,29% dos votos em Florianópolis.